# 力石雄一郎

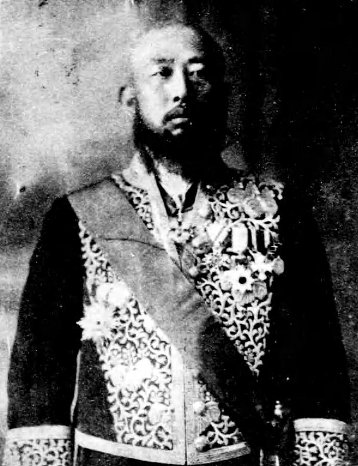
力石雄一郎

力石 雄一郎（ちからいし ゆういちろう、1876年（明治9年）6月30日 - 1933年（昭和8年）3月17日）は、日本の内務官僚。政友会系官選府県知事。族籍は愛媛県士族。

## 経歴
愛媛県喜多郡大洲町（現：大洲市）で、旧大洲藩士・力石八十綱の長男として生まれる。東京に移り、府立一中、第一高等学校を経て、1900年7月、東京帝国大学法科大学法律学科を卒業。同年、文官高等試験に合格。内務省に入省。
以後、徳島県参事官、岩手県警部長、岩手県事務官・第四部長、石川県事務官・警察部長、関東都督府大連民政署長、長野県・岐阜県の各内務部長などを歴任。
1914年4月、第2次大隈内閣が成立し長野県知事に発令された。以後、大分県・茨城県・宮城県・秋田県・新潟県の各知事を経て、1928年5月、大阪府知事に就任。1929年7月に辞任し退官した。
1933年3月17日死去。享年56。墓所は多磨霊園。

## 人物
『実業の世界』からの「あなたは25歳の頃に何をしていたか。その当時の収入及び生活状態はどうだったか」という問いに力石は「東大法科卒業はじめて内務省の腰弁となりました。月給40円を戴き、不相変親の脛かじりでありました」と回答している。

## 栄典
- 1920年（大正9年）11月1日 - 旭日中綬章[4]

## 家族・親族
力石家
- 父・八十綱（愛媛士族）[1]
- 妻・きの（1889年 - ?、長野、三村佐助の長女）[1]
- 子[1]